# Tratado de Guadalupe Hidalgo

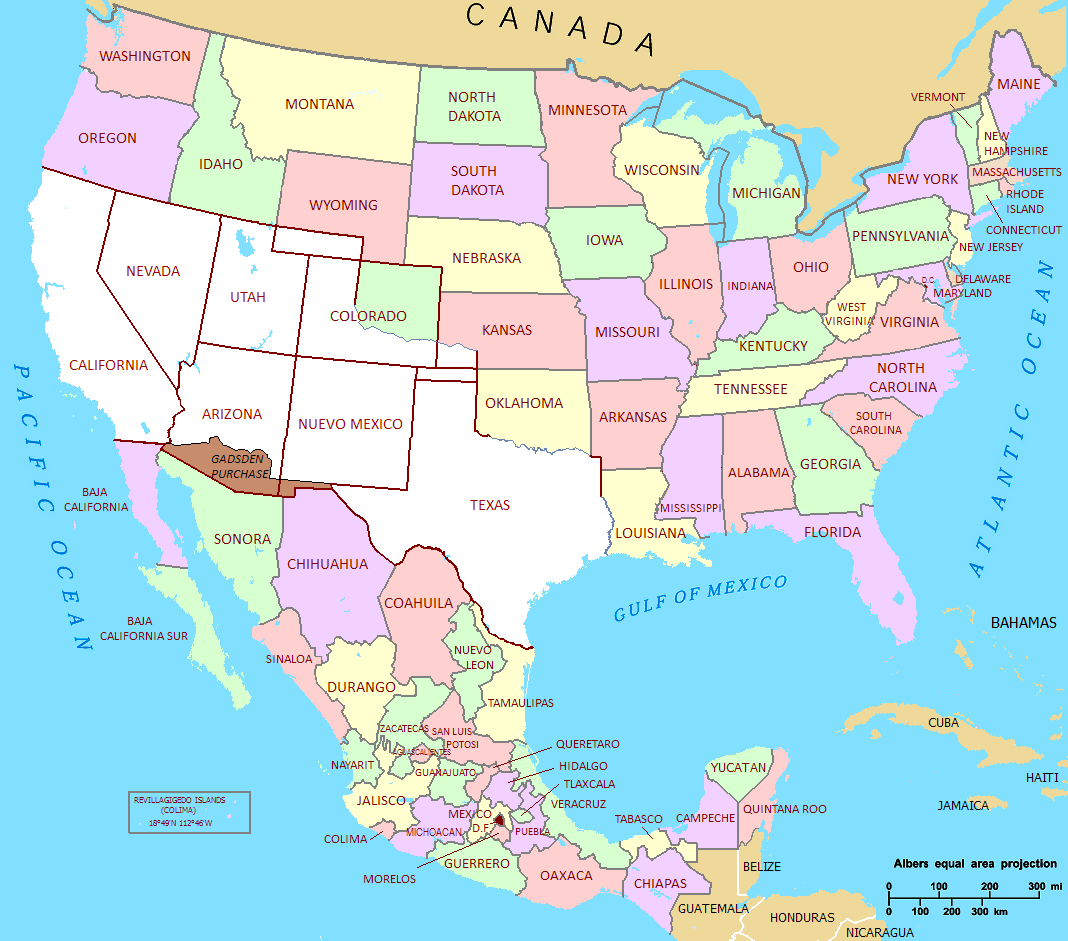
Antiguos territorios mexicanos dentro de los Estados Unidos. Los territorios de la Cesión mexicana aparecen en blanco, mientras que la Compra de Gadsden se muestra en marrón.

El Tratado de Guadalupe Hidalgo (en inglés: Treaty of Guadalupe Hidalgo), oficialmente llamado Tratado de Paz, Amistad, Límites y Arreglo Definitivo entre los Estados Unidos Mexicanos y los Estados Unidos de América, fue firmado al final de la Intervención estadounidense en México por los gobiernos de México y los Estados Unidos el 2 de febrero de 1848, y fue ratificado el 30 de mayo de 1848. El tratado estableció que México cedería más de la mitad de su territorio, que comprende la totalidad de lo que hoy son los estados de California, Arizona, Nuevo México, Texas, Nevada, Utah y partes de Colorado, Wyoming, Kansas y Oklahoma. Además, México renunciaría a todo reclamo sobre Texas y la frontera internacional se establecería en el río Bravo. Como compensación, los Estados Unidos pagarían 15 millones de dólares por daños al territorio mexicano durante la guerra.
Entre los aspectos notables del tratado, se encuentran los siguientes: se estableció al Río Bravo del Norte o Río Grande como la línea divisoria entre Texas y México y se estipuló la protección de los derechos civiles y de propiedad de los mexicanos que permanecieron en el nuevo territorio estadounidense. Asimismo, Estados Unidos aceptó patrullar su lado de la frontera y los dos países aceptaron dirimir disputas futuras bajo arbitraje obligatorio. Sin embargo, cuando el Senado estadounidense ratificó el tratado, eliminó el artículo 10, el cual garantizaba la protección de las concesiones de tierras dadas a los mexicanos por los gobiernos de España y de México. También debilitó el artículo 9, el cual garantizaba los derechos ciudadanos de aquellos mismos.

## Antecedentes
La política de la inmigración mexicana y el afán expansionista de los Estados Unidos de América son dos de las principales causas de la Intervención estadounidense en México. Tras la independencia de México, el país estaba profundamente desgastado tras once años de guerra intensiva. La producción de bienes manufacturados se había detenido, el campo se hallaba en estado lamentable, la hacienda pública estaba quebrada y las luchas por el poder no hacían más que sumir a la población en la confusión y el miedo. Paralelamente, Estados Unidos era un país pujante, con una industria creciente, una economía floreciente y una población que crecía a ojos vistas. Estados Unidos acababa de adquirir los territorios de Luisiana a Francia y las Floridas a España, pero aún soñaban con extender sus territorios hasta el Pacífico.
Ya desde la época del Virreinato de Nueva España, y aún después de la Independencia, el Gobierno de México tuvo que impulsar la colonización de los vastos territorios del norte, entre ellos las Californias, el Nuevo México y Texas, cuya población total no excedía los 50 000 ciudadanos mexicanos. Para ello, se planteó una política de colonización muy sencilla, en la cual se venderían grandes cantidades de terreno a bajo precio, a crédito y con exención de impuestos y de aduanas por 5 años a todo extranjero que quisiera convertirse en ciudadano mexicano, aprendiera a hablar español, fuera católico y se comprometiera a acatar las leyes mexicanas, con el objetivo de mejorar la economía del país, que pensaban, podría subsanarse con la inversión de capitales. Para facilitar las cosas, Moses Austin sugirió al Gobierno que se otorgaran concesiones, que permitían a una persona colonizar una porción importante de territorio y recibir tierras a cambio de sus servicios. Si bien Moses Austin murió poco después, su hijo Stephen recibiría el permiso para realizar una colonización con 300 familias en las planicies de Texas. Esta concesión fue ratificada por Iturbide y después por la República Federal. A esta primera concesión le siguieron muchas más, tanto para Stephen Austin como para otros empresarios. Muchos concesionarios cobraron precios exorbitantes a los colonizadores, que sin embargo los aceptaron por ser la décima parte de lo que costaba una concesión de tierra equivalente en los Estados Unidos.
Gran número de personas procedentes de otros países se asentaron en las fértiles planicies de Texas y se convirtieron en ciudadanos legales, pero también llegaron multitudes de ciudadanos estadounidenses que aceptaron las condiciones exigidas. También comenzaron a rebelarse contra el gobierno dictatorial establecido por el general Santa Anna. Las cosas llegaron a un punto peligroso, y en 1827 se envió al general Manuel de Mier y Terán a observar y diagnosticar la situación.
Las relaciones entre México y los Estados Unidos durante este período están marcadas por el expansionismo territorial estadounidense. Desde la primera misión diplomática estadounidense en México, el ministro Joel R. Poinsett no dejó duda alguna acerca de los apetitos expansionistas, que pretendían anexarse la provincia de Texas, citando como prueba el tratado de compraventa de la Luisiana, alegando que incluía todo ese territorio mexicano. La posición de México es contundente: solo se aceptarán los límites del Tratado de Adams-Onís de 1819, que señalaba los límites territoriales entre el territorio de la Nueva España y los Estados Unidos. Después de muchas negociaciones, ese tratado es ratificado el 12 de enero de 1828. Como respuesta, el gobierno estadounidense colabora con la mayoría texana que desea independizarse de México y pasar a ser un nuevo estado de los Estados Unidos, aunque estos no aceptan su incorporación en un principio. Según informes del general Mier y Terán, en 1829 los anglohablantes aventajaban 8:1 a cada mexicano. Mier y Terán proponía el establecimiento de presidios, la colonización del territorio por mexicanos y europeos, así como el establecimiento de aduanas. Los texanos, por su parte, estaban preocupados por las restricciones a la esclavitud que imponían las autoridades mexicanas, que habían abolido dicha institución en el resto del territorio y toleraban marginalmente su presencia en Texas. Al año siguiente, Lucas Alamán promulga una Ley de Colonización, por la cual pretendía obstaculizar la llegada masiva de ciudadanos estadounidenses a Texas. La ley regulaba la colonización, que sería controlada directamente por el Gobierno prescindiendo de los empresarios; se enviarían 3000 hombres de las guarniciones militares de los Estados y Territorios cercanos (que se negaron a cooperar) y se enviarían "familias pobres y honestas" como colonos a Texas. Pero en aquellas circunstancias, tomando en cuenta los datos de Mier y Terán, era ya imposible controlar la provincia.
En 1836 una multitud de independentistas texanos, comandados por William Barret Travis y Davy Crockett, se hicieron fuertes en la antigua misión de El Álamo, en San Antonio de Béjar, y se declararon en contra de la dictadura de Antonio López de Santa Anna, declarando también la independencia de Texas. La respuesta mexicana no pudo ser otra que eliminar a los rebeldes y obligar a la provincia a continuar dentro de México. A ello estuvo encaminada la expedición de Santa Anna, quien, si bien pudo someter por la fuerza a los texanos en El Álamo, Goliad y El Encinal del Perdido, fue completamente derrotado en la batalla de San Jacinto a manos del general Samuel Houston. Los texanos recibieron apoyo de parte del ejército, el gobierno y la población estadounidense. Por lo anterior, el ministro mexicano en Washington, Manuel Eduardo de Gorostiza, protestó ante el gobierno estadounidense por el paso de tropas estadounidenses mandadas por el general Gaines a través del río Sabine. Los datos históricos concuerdan en que esta movilización había sido ordenada por el presidente Andrew Jackson.
Santa Anna es capturado en San Jacinto y firma los Tratados de Velasco. Estos tratados no fueron reconocidos por México con el argumento de que el presidente no tenía la autoridad para hacerlo por ser prisionero de guerra. A pesar de eso, las tropas mexicanas tuvieron que retirarse hasta allende el río Bravo del Norte, a pesar de que la frontera entre Coahuila y Texas siempre fue el río Nueces. De 1836 a 1845 Texas se gobernaría como república independiente, y México la consideraría como una provincia renegada. La retirada del ejército mexicano no consolidó la existencia de una frontera clara entre Texas y México. Hubo una serie de ataques y contraataques de parte del ejército mexicano, de 1836 a 1843; San Antonio Béjar fue recuperado y perdido por los mexicanos, y los texanos no lograron dominar el territorio más allá del río Nueces.

## Invasión de  Estados Unidos de América a México
Cuando el Congreso estadounidense votó por la anexión de Texas a finales de febrero de 1845, el ministro de México en Washington, Juan Nepomuceno Almonte, exigió como medida de protesta sus cartas credenciales. De esta forma, México suspendió sus relaciones diplomáticas con Estados Unidos, advirtiendo que la anexión de Texas sería considerada como un acto de guerra.
En Texas se formarían dos grupos políticos: una pequeña porción, partidaria de la independencia texana, cuyos representantes más importantes fueron Anson Jones y Ashbel Smith; la otra, más numerosa y popular, la encabezaba Samuel Houston y estaba a favor de la anexión a los Estados Unidos.
Durante ese tiempo México rompe relaciones con Francia; España, Inglaterra y sus intrigas terminarían por derrocar al presidente Herrera a través de la sublevación del general Mariano Paredes Arrillaga y el apoyo del ministro español en México, Salvador Bermúdez de Castro, cuyas instrucciones pretendían colocar a un príncipe de la casa de Borbón como Rey de México. La administración de Paredes solo sirvió para dividir aún más a los mexicanos y precipitar la declaración de guerra de los Estados Unidos, acaecida el 13 de mayo de 1846. Para agosto, en plena guerra, es derribado Paredes. Prácticamente al mismo tiempo llega Santa Anna, que vivía exiliado en Cuba, y rápidamente asume una posición de liderazgo frente a la invasión.
No cabe duda de que Santa Anna realizó actos heroicos a pesar de las limitaciones de su ejército. Sin embargo, sus decisiones no fueron las más afortunadas y significaron su derrota. Ejemplo de lo anterior es la batalla de la Angostura, en Coahuila, que Santa Anna ganó. No obstante, decidió retirarse sin tomar prisioneros ni obtener las armas y parque enemigos. Los estadounidenses, derrotados, se sorprendieron al día siguiente, cuando no vieron las huellas del ejército de Santa Anna. Los historiadores tienden a decir que los estadounidenses ganaron por "default". A su regreso a la Ciudad de México, la sola presencia de Santa Anna desarmó la revuelta llamada "sublevación de los Polkos", iniciada por las medidas reformistas que atacaban los intereses del clero, llevadas a cabo por Valentín Gómez Farías.
Mas los Estados Unidos ya estaban preparando otra incursión en gran escala. Esta vez el general Winfield Scott bombardeó en marzo de 1847 el puerto de Veracruz. La invasión estadounidense será considerada por los estadounidenses como un paseo, pues no se ofreció más resistencia que la batalla de Cerro Gordo. El ejército de Scott permanece dos meses estacionado en Puebla, mientras Santa Anna lleva a cabo una de sus intrigas para distraer a Scott y, al mismo tiempo, preparar la defensa de la capital.
Las batallas para tomar la Ciudad de México se libran en agosto de este año con la derrota en Padierna del general Valencia y la resistencia en Churubusco por parte del general Pedro María Anaya. La resistencia mexicana fue feroz, pero las limitaciones del ejército le hicieron perder la guerra. Al acercarse Scott a Anaya y pedirle que entregara todo el parque restante, Anaya le respondió con orgullo: "Si hubiera parque, no estaría usted aquí".
Dentro del ejército de Scott se encontraban 200 soldados irlandeses que, por divergencias religiosas, deciden desertar y pasan al bando gubernamental; en castigo por ello, después de la derrota, Scott ordenó que se les juzgara por felonía, y ahorcó a 50 de ellos.
Entre el 22 de agosto y el 6 de septiembre tiene lugar un armisticio. El enviado plenipotenciario estadounidense Nicholas Trist y los comisionados mexicanos Luis Gonzaga Cuevas, Bernardo Couto y Miguel de Atristáin llegar a un acuerdo para concertar la paz. Las negociaciones, sin embargo, no tienen éxito, y la guerra se reinicia. Las últimas batallas se libraron en Molino del Rey y el Castillo de Chapultepec; además el pueblo capitalino opuso una resistencia suicida a los invasores, quienes finalmente toman la capital el 15 de septiembre.
Ante estos resultados, el ejército de Santa Anna se divide, el general renuncia a la presidencia y ataca la guarnición Norteamericana en el llamado sitio de Puebla, pero es derrotado por una columna de refuerzo en la batalla de Huamantla y destituido del ejército, con la amenaza de ser sometido a una corte marcial decide marchar nuevamente al exilio. México parecía estar destinado a desaparecer, pues no hubo cabeza de gobierno visible durante doce días.

## La firma del Tratado

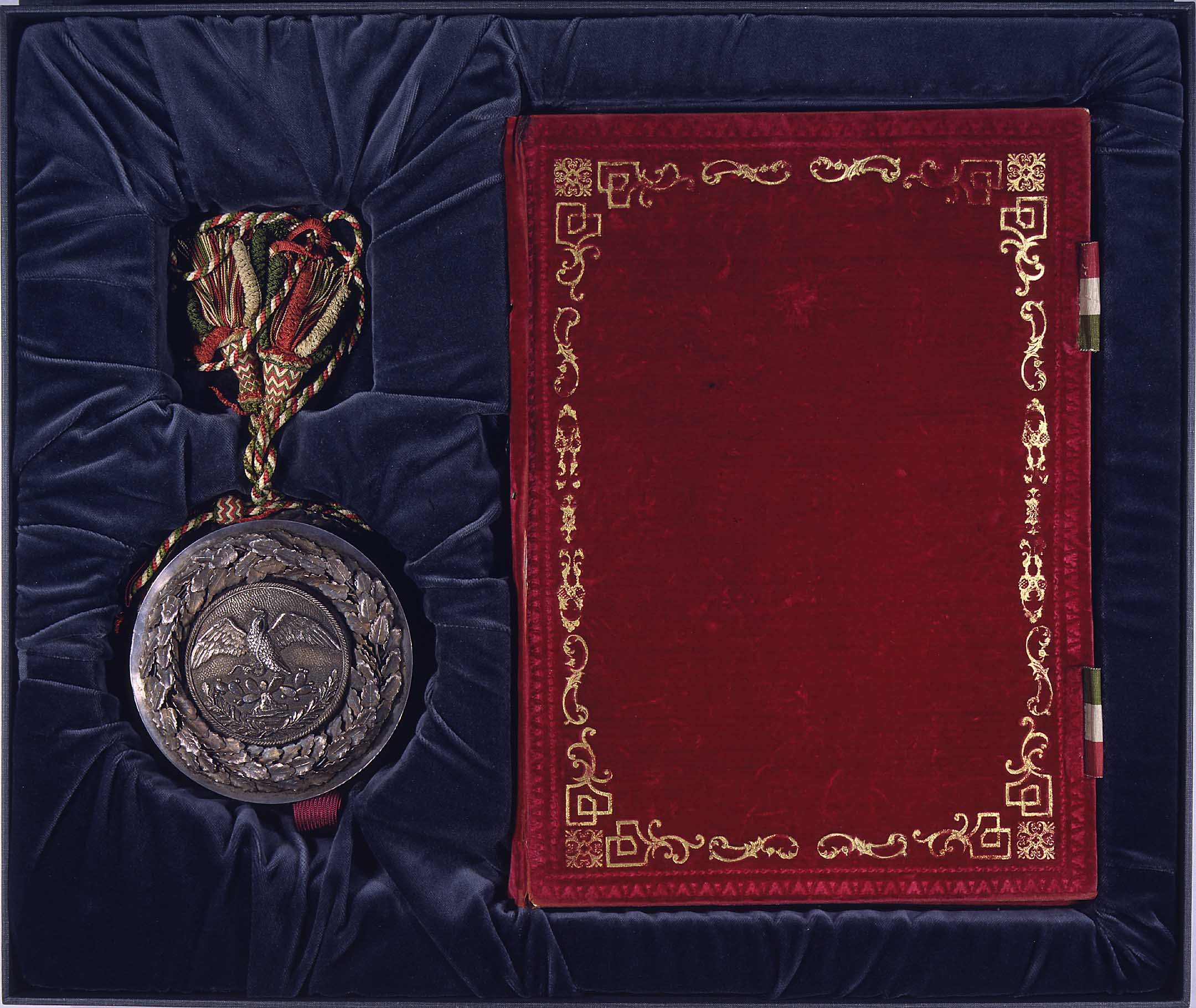
Portada de la copia del Tratado de Guadalupe Hidalgo

El gobierno mexicano quedó a cargo de Manuel de la Peña y Peña y se trasladó a Querétaro; el ejército de ocupación estaba al mando de Winfield Scott y el representante del presidente Polk que negociaría el fin de la guerra sería Nicholas P. Trist. La noticia de la ocupación de la Ciudad de México, fue recibida con júbilo por los fanáticos del expansionismo en todo Estados Unidos, sectores de los industriales estados del norte hicieron un llamado al gobierno de aprovechar la ocupación mexicana para una anexión total, y de esta manera abrir el camino de la expansión hacia el sur. Polk era partidario de esta idea, y dio indicaciones a Trist que esto fuera el punto culminante de la oferta estadounidense para el fin de la guerra, convencer a México de que una anexión total evitaría los efectos catastróficos de una anexión parcial; a esta postura dentro de los EE UU se le conoció como movimiento «All Mexico». 
Sin embargo Polk encontró tres inesperados opositores a esta idea. Primero, el ejército estadounidense rechazó la postura de "conquistar" la totalidad del territorio, ante las dificultades que estaba viviendo el ejército de ocupación, no solo por la gran cantidad de recursos que se consumían para sostenerla; sino porque el proceso de pacificación implicaría combates muy largos en una campaña de guerra de guerrillas en las zonas más pobladas del país, como el Bajío, el Occidente y el Valle de México; ocupar la península de Yucatán (incluso incontrolable para el gobierno mexicano), significaba tener una segunda frontera al sur con una posesión británica (Honduras Británica), lo que era estratégicamente arriesgado. El segundo opositor fue el congreso, ante el enorme peso de redistribuir el equilibrio de fuerzas del Compromiso de Misuri, en un territorio, que si bien era similar al de la Luisiana francesa de 1803, tenía siete millones más de habitantes. 
Dentro del mismo congreso surgió una sorpresiva tercera oposición a la anexión total; la opinión pública de los sectores más reaccionarios del sur y de algunos estados norteños, que a través de sus representantes hicieron sentir el recelo de los fanáticos racistas del «destino manifiesto»; estos veían una incompatibilidad cultural en la posibilidad de otorgar la ciudadanía a siete y medio millones de mexicanos, quienes en su mayoría eran mestizos o indígenas, practicaban la religión católica y hablaban español; un choque cultural que el racismo estructural estadounidense no deseaba, pues creían que el destino manifiesto solo debía incluir a la población blanca.
Para evitar una división entre el consenso expansionista que Polk había logrado tras su elección, cambió su postura e indicó a Trist, que abriera la oferta estadounidense en el punto más alto y costoso posible para México, para obligarlo a negociar la ambición original de la invasión, solo acceder al norte extremo del país.
Las negociaciones iniciaron a finales de 1847, encabezadas por el propio Manuel de la Peña y Peña, quien solicitó licencia al cargo de presidente para liderar el equipo diplomático que acordará el final de la ocupación; estuvo acompañado de Luis de la Rosa, Bernardo Couto y Miguel de Atristáin. La primera oferta estadounidense, tal como lo había indicado Polk, era la más dura para México, esta fue ceder la totalidad de los territorios al norte del centro del país, es decir, no solo el septentrión (Alta California y Nuevo México), sino también la península de Baja California, Sonora, Chihuahua, Coahuila, Nuevo León, Tamaulipas, Sinaloa, Durango, Zacatecas (que en ese momento incluía a Aguascalientes) y San Luis Potosí. La contraoferta mexicana fue establecer el «status quo» de 1845, al considerar que la causa de la guerra había sido la anexión de Texas, por lo que ofrecía reconocer la plena soberanía estadounidense sobre Texas a cambio de la paz y dejar las fronteras restantes a su estado original.
La segunda propuesta estadounidense fue ligeramente menor, al ya solo considerar la península de Baja California, toda la cuenca del Río Bravo a ambos lados (Chihuahua, Coahuila, Nuevo León, Tamaulipas) y desde luego Alta California y Nuevo México, además de Sonora. La segunda contraoferta mexicana era conservar la frontera original de Texas y ceder solo la mitad del septentrión, trazando una línea recta, conservando Santa Fe (que quedaría como ciudad fronteriza), Los Ángeles, San Diego y la capital californiana Monterrey (que también sería fronteriza); en esta propuesta México cedía la codiciada Bahía de San Francisco.
La tercera oferta estadounidense, era situar la frontera en el Río Bravo hasta el límite terrestre de Chihuahua, y de ahí en línea recta hasta topar con la desembocadura del Río Colorado, adjudicándose aun el septentrión y la península de Baja California. En este punto se trabaron las negociaciones, pues Trist, político moderado, estaba enterado del descrédito de la invasión en algunos de los centros urbanos estadounidenses y de las esporádicas escaramuzas mexicanas; apelando a un sentido de responsabilidad diplomática, el representante estadounidense ofreció a México rehacer una propuesta que les beneficiara de mejor manera. Enterado del desacato, Polk lo destituyó, sin embargo, la falta de tiempo y consenso para nombrar un sucesor, le permite al diplomático quedarse hasta el final de la negociación.
Antes de regresar a la presidencia de la república, Manuel de la Peña, concluyó su participación en el equipo negociador, ampliando las solicitudes de México, no contempladas por Estados Unidos, como el respeto a los derechos de propiedad, garantías de seguridad y libertades civiles para los 30 000 mexicanos que aún vivían en la región; la única petición política no conseguida por México, fue la declaratoria de territorio libre para Alta California y Nuevo México, aunque posteriormente cuando California se convirtió en estado, lo hizo como abolicionista.   
El 2 de febrero de 1848 se firmó el «Tratado de Guadalupe-Hidalgo», por el cual se entregó más de la mitad del territorio nacional a los Estados Unidos (los actuales estados de California, Arizona, Nuevo México, Nevada y Utah; y porciones de Colorado, Oklahoma, Kansas y Wyoming).

## Artículos del Tratado
El Tratado de Guadalupe Hidalgo consta de 24 artículos, más varios transitorios. Una transcripción íntegra del Tratado se encuentra en Wikisource. Ver facsímiles en: Biblioteca Virtual Miguel de Cervantes.
El contenido de los artículos se puede resumir como sigue:
- I: Se declara la paz.
- II: Se restablece el orden constitucional.
- III: Se alza el bloqueo de los puertos mexicanos y se evacúan las tropas de ocupación.
- IV: Se liberan los lugares capturados por las tropas de ocupación y se repatrian los prisioneros de guerra.
- V: Se delimita la frontera entre ambas naciones, siguiendo los ríos Gila y Bravo, y permitiendo un puente de tierra que conecte Sonora y la Baja California.
- VI: Se permite el libre tránsito de los buques y ciudadanos estadounidenses por el golfo de California y el río Colorado, por agua, mas no por tierra, a menos que una carretera en un margen cercano al río Gila sea beneficiosa para ambas partes.
- VII: Se permite la navegación libre y gratuita, excepto para desembarco, para ambas partes, en los ríos Gila y Bravo del Norte, sin que se puedan hacer obras que impidan o interrumpan dicho paso sin permiso de la otra parte.
- VIII: Se conservan los derechos de permanencia y garantía de tierras de los mexicanos en los nuevos territorios, y se les permite elegir la nacionalidad que desean conservar.
- IX: Se conservan por un año los derechos civiles de los mexicanos en los territorios cedidos, y se establece su igualdad con los derechos políticos con los otros habitantes de los Estados Unidos de América. Se conservan, asimismo, intactos los derechos y propiedades eclesiásticos.
- X: Se conservan intactas todas las concesiones de tierra hechas por el Gobierno mexicano. Los concesionarios de tierra podrán conservarlas si cumplen con las obligaciones adquiridas previamente con el Gobierno mexicano, siempre y cuando hayan tomado posesión de ellas antes de marzo de 1836 en Texas, y de mayo de 1845 en el resto del territorio; en caso contrario, el cumplimiento de las concesiones no serán obligatorias.
- XI: Los Estados Unidos se comprometen a controlar a las tribus indígenas en su territorio e impedir su paso a México; a no comprar o canjear prisioneros, artículos, ni ganado robados en México, ni a venderles o suministrarles armas de fuego o municiones; y a rescatar y repatriar a los prisioneros de los indios que tengan la nacionalidad mexicana.
- XII: En compensación por la pérdida del territorio, los Estados Unidos de América pagarán a México quince millones de dólares, pagando 3 millones de dólares de inmediato y el resto en pagos anuales a un interés del 6 % anual.
- XIII: Los Estados Unidos de América no reclamarán a México compensación alguna por compensaciones de guerra, y pagarán ellos mismos las reclamaciones resultantes.
- XIV: Los Estados Unidos de América no reclamarán a México compensación alguna para sus ciudadanos, presentes o futuras.
- XV: Los Estados Unidos de América no reclamarán a México compensaciones anteriores para sus ciudadanos, y pagarán ellos mismos las reclamaciones resultantes, siempre que estos no excedan de cinco millones doscientos cincuenta mil pesos.
- XVI: Cada República podrá fortificar su frontera.
- XVII: Las incompatibilidades entre las estipulaciones del Tratado y realidad física, legal o política, podrá resolverse de común acuerdo con la misma fuerza que si estuviera escrito en el tratado, durante ocho años; al término de ese período, solo se podrá resolver por mutuo acuerdo.
- XVIII: No se exige gravamen a los artículos para las tropas de ocupación antes de su evacuación formal, a menos que sean introducidos fraudulentamente.
- XIX: Los bienes importados por los puertos, importados antes de la devolución de las aduanas, o por la duración estipulada en el siguiente artículo, no podrán ser gravados ni decomisados; excepto si son trasladados a algún lugar no ocupado por las fuerzas estadounidenses.
- XX: Aun si desde la firma de este tratado hasta la devolución de las aduanas pasaren menos de 60 días, durante este tiempo las mercancías importadas no serán gravadas, salvo los derechos correspondientes, según el artículo anterior.
- XXI: Si entre los gobiernos de ambas repúblicas hubiese un desacuerdo, ambos gobiernos se comprometen a buscar una solución pacífica.
- XXII: Se delimitan las reglas a tratar en caso de guerra entre las dos Repúblicas.
- XXIII: Para ratificar este tratado, ambos Presidentes deberán pedir la aprobación del Congreso y canjear la ratificación antes de cuatro meses.

Además de estos 23 artículos, existe un artículo "adicional y secreto" en el Tratado, aplicable solo si la ratificación del tratado tomase más de 4 meses en efectuarse. En este caso, se permiten cuatro meses adicionales para el canje de ratificaciones.

## Modificaciones al tratado

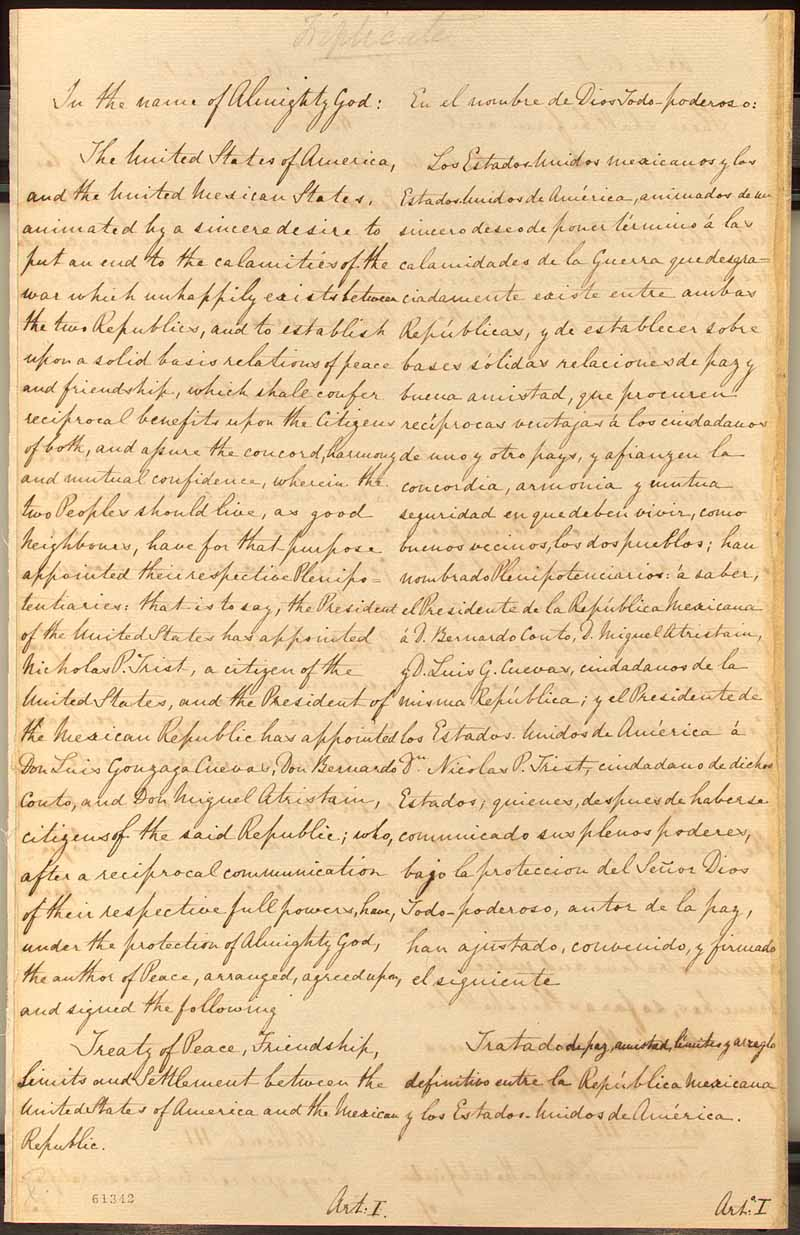
Página del tratado.

Antes de ser plenamente ratificado, el Tratado de Guadalupe Hidalgo sufrió modificaciones importantes en los artículos IX y X, además de modificaciones menores, pero significativas, en otros artículos.
El artículo IX del tratado original fue suprimido en su totalidad, y reemplazado por uno enteramente nuevo. Así, en vez de que los mexicanos conservasen por un año sus derechos civiles de los mexicanos en los territorios vendidos, y de establecer su igualdad con los otros habitantes de los Estados Unidos de América, el nuevo artículo permite que el Congreso estadounidense, a discreción, los admita como ciudadanos de los Estados Unidos de América. 
El artículo X, sobre la posesión de las concesiones otorgadas, fue suprimido y no reemplazado.
En el artículo XI se elimina la restricción de venta de armas de fuego a los indios.
En el artículo XII se suprime la elección de la forma de pago de la compensación que debe recibir México.
En el artículo XXIII, se agrega que el canje de ratificaciones se hará donde estuviere el Gobierno mexicano.
Y finalmente, se suprime el artículo adicional y secreto del Tratado.

## Protocolos del tratado
Además del texto del tratado propiamente dicho, se adjuntó un protocolo en el cual se ofrece una interpretación formal del texto legal del mismo, para evitar que este pueda ser malinterpretado en perjuicio de cualquiera de las dos partes.
En este protocolo, el Gobierno estadounidense indica que, a pesar de suprimir el artículo IX y sustituirlo por el de la Luisiana, no se disminuyen los derechos de los mexicanos, sino que se encuentran integrados en el artículo III del Tratado de la Luisiana, y por tanto, son equivalentes. También el Gobierno estadounidense indica que, al suprimir el artículo X, no se pretende anular las concesiones de tierras hechas por México en los territorios cedidos, pues estas conservan su valor legal. Y finalmente, indica que, al suprimir gran parte de la descripción de la forma de pago en el artículo XII, no se pretende dejar de pagar dicha compensación.
Aún en día hay quienes consideran el tratado de nula validez, pues después de la guerra el gobierno de Estados Unidos despojó a los mexicanos de sus tierras y se las dieron a los pioneros estadounidenses, además la guerra fue provocada por Estados Unidos para expandirse. Durante enero de 1848, en el aún estado mexicano de California, Estados Unidos saqueó una mina de oro e invitó a otros países a explotar la mina; contando únicamente a Estados Unidos, fueron extraídos 7200 millones de dólares en oro mexicano. Niñas y mujeres mexicanas fueron violadas frente a sus padres y esposos, las ciudades tomadas fueron saqueadas para tomar provisiones y cientos de civiles fueron asesinados (considerado un crimen de guerra) cuando se rebelaron desde el 16 de septiembre de 1847, fecha en la que se celebraba el 26 aniversario de la Independencia de México y cuando se izó la bandera estadounidense en Palacio Nacional hasta el 2 de febrero de 1848 para simbolizar la derrota mexicana. Legalmente el tratado puede ser revocado si el presidente del gobierno mexicano emite una demanda legal en la Corte Internacional de Justicia. Pues México tiene a su favor que en el artículo III del Tratado de Adams-Onis (firmado en 1819 por España y Estados Unidos y posteriormente en 1832 por México y Estados Unidos) dice claramente:
"Las dos altas partes contratantes convienen en ceder y renunciar todos sus derechos, reclamaciones y pretensiones sobre los territorios que se describen en esta línea, a saber: S. M. C. renuncia y cede para siempre, por sí y a nombre de sus herederos y sucesores, todos los derechos que tiene sobre los territorios al Este y al Norte de dicha línea; y los Estados-Unidos, en igual forma, ceden a S. M. C. y renuncian para siempre todos sus derechos, reclamaciones y pretensiones a cualesquiera territorios situados al Oeste y al Sur de la misma línea descrita"

## La Venta de la Mesilla

La Venta de la Mesilla.

El 30 de diciembre de 1853 se firma el Tratado de la Mesilla. Este tratado, que en los Estados Unidos de América se le conoce como "compra Gadsden", por su principal promotor, el general James Gadsden, acuerda con el gobierno de México la venta de 76 845 kilómetros cuadrados adicionales de terreno, en el sur de los actuales estados de Arizona y Nuevo México, lo cual modificaba el Tratado de Guadalupe Hidalgo, a cambio de 10 millones de dólares. Aquí, sin embargo, debemos hacer notar la habilidad negociadora de Santa Anna y de su ministro de Relaciones Exteriores, Manuel Díez Bonilla, pues Gadsden pretendía adquirir no solo esta región sino la totalidad de los estados de Chihuahua y Sonora, así como la Baja California. El ejército de los Estados Unidos se preparaba para una eventual guerra en el caso de que México respondiera negativamente, incluso hubo un intento de repetir la experiencia texana pero esta vez en Sonora y Baja California con la expedición de William Walker. Finalmente, y contra todas las expectativas estadounidenses, Santa Anna aceptó la venta, hecho que lo hizo altamente impopular. Los 10 millones de dólares serían utilizados por Santa Anna en su beneficio y el boato que le rodeaba; el Congreso de los Estados Unidos aceptó el envío de 7 millones de dólares, y 1 millón de dólares se perdió antes de llegar a la capital. Estos 6 millones de dólares le permitirían a Santa Anna mantener plenos poderes por unos años más.

## Consecuencias civiles

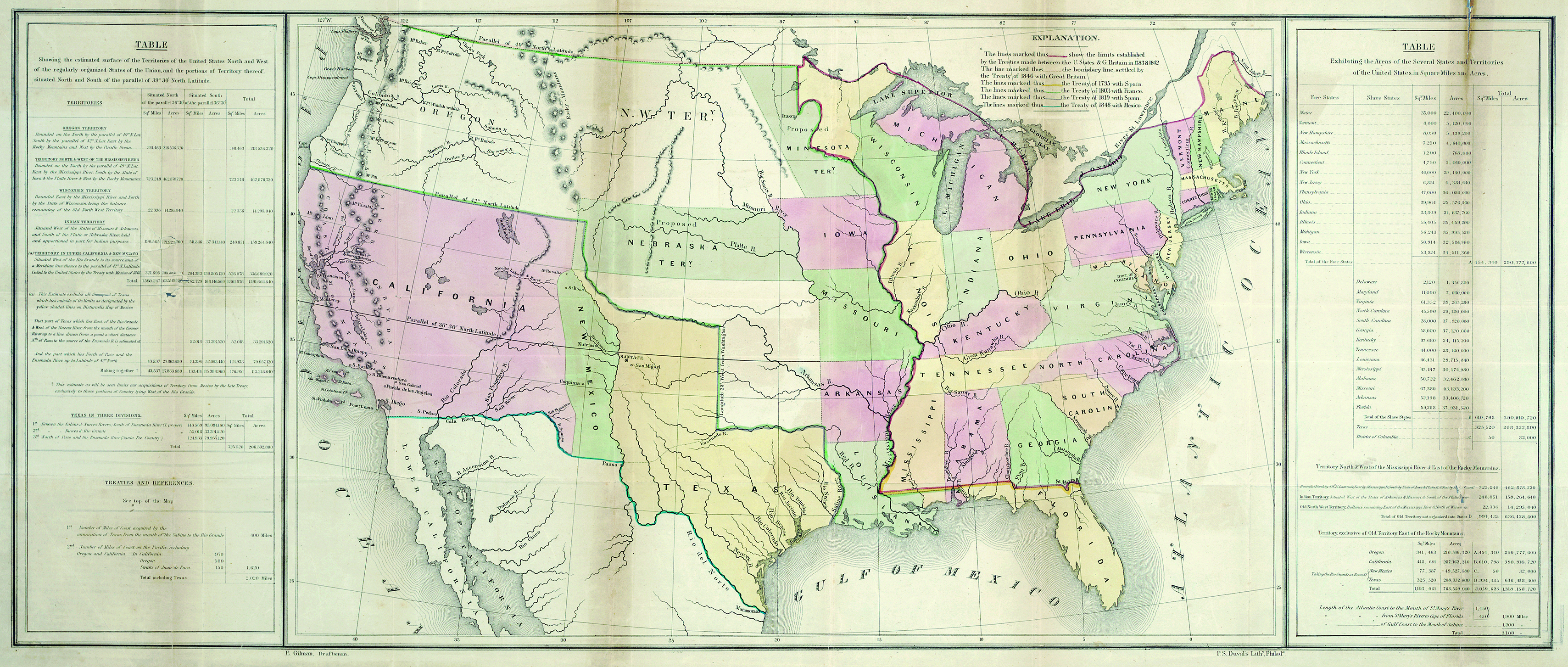
E. Gilman, [United States (after the Treaty of Guadalupe Hidalgo)], 1848

Los Estados Unidos de América terminaron por suprimir el contenido del Artículo X y modificar en gran parte el poder del Artículo IX del Tratado de Guadalupe Hidalgo.
En este periodo surgen grupos de rebeldes mexicanos con el propósito de recuperar las tierras vendidas: Joaquín Murrieta, llamado "El Patrio" y otros grupos guerrilleros asolaron el sudoeste. Tras la independencia de Texas, se generaron también leyendas como El Zorro, llevada al cine por primera vez en 1920 (La marca del Zorro, dirigida por Fred Niblo).[cita requerida]
Durante el periodo del tratado, alrededor de 100 000 ciudadanos mexicanos vivían en el terreno cedido por México, población que comprendía el 4 por ciento de la población mexicana. Pocos de ellos decidieron conservar su ciudadanía mexicana. La mayoría continuaron viviendo en el suroeste estadounidense de aquel entonces, con la creencia que sus derechos estarían protegidos.[cita requerida]
Durante el movimiento chicano de la década de 1960, el líder de los derechos a la tierra de Nuevo México, Reies López Tijerina, y su grupo Alianza invocaron el Tratado de Guadalupe Hidalgo en su lucha por la supresión del tratado. En 1972, los Brown Berets, o Boinas cafés, una organización de jóvenes activistas mexicanos, también invocaron el tratado cuando se apoderaron temporalmente de la Isla Santa Catalina, en el llamado Archipiélago del Norte, que consta de un total de ocho islas que, junto con los Farallones (California Channel & Farallon Islands), frente a las costas de California, no se mencionaron explícitamente en el tratado y son potenciales territorios en disputa. En cuanto a la tenencia de la tierra, muchas de las antes mencionadas concesiones de tierra no fueron reconocidas por los Estados Unidos. En California, se rechazaron cerca del 27 por ciento de ellas; lo mismo ocurrió con el 76 por ciento de las tierras novomexicanas en litigio.[cita requerida]